# Rock in Rio Lisboa X
Rock in Rio X foi a décima edição do festival realizada no Parque do Tejo e do Trancão, em Lisboa nos dias 15, 16, 22 e 23 de junho de 2024.
A edição comemorou os 20 anos do festival, contando transmissão digital pela primeira vez ao Brasil e mudança de lugar do evento, Parque Tejo. 

## Line-up
- Artistas principais de cada noite e palco em negrito.[3]

| Palco Mundo                                                        | Palco Galp                                                      |  |
| Sábado, 15 de junho                                                | Sábado, 15 de junho                                             |  |
| ------------------------------------------------------------------ | --------------------------------------------------------------- |  |
| - Scorpions - Evanescence - Extreme - Xutos & Pontapés             | - Europe - Living Colour - Pluto - Hybrid Theory                |  |
| Domingo, 16 de junho                                               |                                                                 |  |
| - Ed Sheeran - Calum Scott - Jão - Fernando Daniel                 | - Lukas Graham - Jake Bugg - Carolina de Deus - Fernando Daniel |  |
| Sábado, 22 de junho                                                |                                                                 |  |
| - Jonas Brothers - Macklemore - Ivete Sangalo - Carolina Deslandes | - James - Leigh-Anne Pinnock - Filipe Karlsson - DJ Kura        |  |
| Domingo, 23 de junho                                               |                                                                 |  |
| - Doja Cat - Camila Cabello - Ne-Yo - Aitana                       | - Luísa Sonza - Pedro Sampaio - Anselmo Ralph - Soraia Ramos    |  |